# Salamon (település)
Salamon (szlovénül: Šalamenci, németül: Schallendorf) falu Szlovéniában, Muravidéken, Pomurska régióban. Közigazgatásilag Battyándhoz tartozik.

## Fekvése
Muraszombattól 8 km-re északra, a Ravensko síkjának területén, a Goričko dombvidék határán a Brezovski-patak partján fekszik.

## Története
Első írásos említése 1365-ből való "Solomonch" néven. 1365-ben Széchy Péter fia Miklós dalmát-horvát bán és testvére Domonkos erdélyi püspök kapták királyi adományul illetve cserében a Borsod vármegyei Éleskőért, Miskolcért és tartozékaikért Felsőlendvát és tartozékait, mint a magban szakadt Omodéfi János birtokát. A település a későbbi századokon át is birtokában maradt ennek családnak, mely birtokközpontjáról a felsőlendvai, felső-lindvai Bánfi, felső-lindvai Herczeg neveket is viselte. Az 1366-os beiktatás alkalmával részletesebben kerületenként is felsorolják az ide tartozó birtokokat, melyek között a falu "Salamonch in districtu Waralyakunriky" alakban (azaz a váraljakörnyéki kerülethez tartozó Salamonc) szerepel.
A 19. században még Salamoncz néven írták a térképek, majd később magyarosították Salamonra. Lakóinak száma 1837-ben 55 katolikus és 153 evangélikus volt. A 19. század elején a történelmi Tótsági járás területén feküdt.
Vályi András szerint "SALAMONCZ. Két falu Vas Várm. földes Urai Gr. Batthyáni, és több Uraságok, lakosai katolikusok, és másfélék is, fekszenek Martyántzhoz közel, mellynek egygyik filiája; határja termékenyek, réttyei jók, legelőjök elég, keresetre módgyok Stájer Országban."
Fényes Elek szerint "Salamoncz, vindus falu, Vas vgyében, a muraszombathi uradalomban, 42 kath., 190 evang. lak. Ut. p. Radkersburg."
Vas vármegye monográfiája szerint " Salamon. Házszám 92, lélekszám 449. Lakosai vendek, vallásuk r. kath. és ág. ev. Postája Battyánd, távírója Muraszombat. Lakosai a véka-, kas- és seprő-kötést háziiparszerűleg gyakorolják."
1910-ben 441, túlnyomórészt szlovén lakosa volt. A trianoni békeszerződésig Vas vármegye Muraszombati járásához tartozott. 1919-ben átmenetileg a de facto Mura Köztársaság része lett, majd a Szerb–Horvát–Szlovén Királysághoz csatolták, ami 1929-től Jugoszlávia nevet vette fel. 1941-ben átmeneti időre ismét Magyarországhoz tartozott, 1945 után visszakerült jugoszláv fennhatóság alá. 1991 óta a független Szlovénia része. 1991-ben még 365, 2002-ben már csak 316 lakosa volt.

## Nevezetességei
Szent Péter tiszteletére szentelt ökumenikus kápolnája.

## Híres emberek
A faluban született Fliszár János író, költő, műfordító és újságíró.